# Tahiti-Südseeläufer
Der Tahiti-Südseeläufer  (Prosobonia leucoptera, Synonym: Prosobonia ellisi), auch als Tahiti-Strandläufer, Gesellschaftsläufer oder in der tahitianischen Sprache als toromē bezeichnet, ist eine ausgestorbene Vogelart aus der Familie der Schnepfenvögel. Er kam auf Tahiti und Moorea vor.

## Entdeckung
Der Tahiti-Südseeläufer wurde 1773 auf Captain James Cooks zweiter Südseereise entdeckt. Es wurde offenbar nur ein Exemplar gesammelt, das sich heute im Museum Naturalis in Leiden, Niederlande, befindet.
Zwei (mögliche) Exemplare, die von William Anderson zwischen dem 30. September und dem 11. Oktober 1777 auf Moorea gesammelt wurden, bildeten die Grundlage für die Beschreibung des Moorea-Südseeläufers (Prosobonia ellisi), der 2021 mit dem Tahiti-Südseeläufer synonymisiert wurde. Die drei Exemplare, die 1787 von John Latham erwähnt wurden, unterschieden sich alle. Das verbliebene Exemplar (Naturalis-RMNH 87556) kann jedoch weder eindeutig bestimmt werden, noch kann mit vollständiger Gewissheit zurückverfolgt werden, wie es in den Besitz des Museums kam. Möglicherweise wurde es 1819 zusammen mit anderen Forster-Exemplaren erworben (Stresemann, 1950). Zusätzlich existiert eine Zeichnung von Georg Forster und eine lithografische Rekonstruktion von John Gerrard Keulemans.

## Beschreibung
Der Tahiti-Südseeläufer erreichte eine Größe von 17,5 Zentimeter. Die Flügellänge betrug 11,3 Zentimeter, die Schwanzlänge 5,4 Zentimeter und der Lauf war 3,4 Zentimeter lang.
Der Scheitel war schwärzlichbraun. Der Färbung des Nackens und der Kopfseiten war dunkelbraun. Die Zügel und Ohrendecken waren rötlich mit einem weißen Fleck hinter dem Auge. Die Wangen waren rostrot und die Kehle bräunlichweiß. Der Rücken und die Flügel waren schwärzlichbraun. Charakteristisch war ein kleiner sichelförmiger weißer Fleck auf dem Flügelbug, der durch einige der kleinen Flügeldecken geformt wurde. Die beiden mittleren Schwanzfedern waren schwärzlichbraun, die übrigen rötlichbraun mit schwarzer Bänderung. Die Unterseite war rostrot und ungebändert. Die Iris und der Schnabel waren schwarz. Die Beine und die Füße wiesen eine grünliche Färbung auf.

## Lebensweise
Der Tahiti-Südseeläufer war ein Bodenbrüter und hielt sich bevorzugt in der Nähe kleiner Flüsse auf.

## Aussterben
1777 wurde er von William Anderson, dem Schiffsarzt auf Cooks dritter Südseereise, als häufig beschrieben. Da Cooks Schiffe auf dieser Reise von Ratten und Kakerlaken befallen waren, ließ James Cook Seile von den Schiffen zum tahitianischen Ufer spannen, um der Plage Herr zu werden. Als Bodenbrüter war der Tahiti-Südseeläufer eine leichte Beute für die Ratten. Ein paar Jahre nach 1777 war er ausgestorben.